# Андреа Ескау
Андреа Ескау (нім. Andrea Eskau; нар. 21 березня 1971 року, Ерфурт, НДР) — німецька спортсменка-паралімпійка, що займається велоспортом, біатлоном і лижними гонками. У велоспорті — переможниця Паралімпійських ігор у Пекіні та 2-кратна чемпіонка ігор в Лондоні. Чемпіонка ігор в Сочі в лижних гонках та біатлоні. 3-кратна чемпіонка світу з паралімпійського біатлону та лижних гонок.

## Біографія
Андреа Эскау народилася в місті Альпода, НДР. У 1998 році потрапила в аварію на велосипеді, в якій отримала пошкодження спинного мозку. В період реабілітації стала займатися паралімпійським спортом. Андреа починала свою кар'єру у баскетболі на візках, а в 2009 році почала виступати у лижних гонках та біатлоні. Також вона займається гонками на візках і велосипедах з ручним приводом.

## Спортивна кар'єра
Першою Паралімпіадою для Андреа стали ігри в Пекіні в 2008 році. На них їй вдалося стати чемпіонкою в шосейній гонці в категорії HC A/B/C, а в гонці на час зайняла 5-е місце.
У 2010 році на іграх у Ванкувері Андреа стала срібною призеркою у лижних гонках на 5 км і бронзовою призеркою в індивідуальній гонці в біатлоні. У лижній гонці на 10 км посіла 8-е місце. У біатлонному пасьюті фінішувала лише 6-ю.
У 2011 році на чемпіонаті світу з паралімпійського біатлону та лижних гонок в Ханти-Мансійську Андреа стала дворазовою чемпіонкою (лижні гонки — спринт, біатлон — 10 км) і триразовою бронзовою призеркою (лижні гонки — 10 км, біатлон — 7,5 км, пасьют).
На іграх в Лондоні в 2012 році стала дворазовою Паралімпійською чемпіонкою, перемігши в гонці на час та шосейній гонці.
У 2013 році на чемпіонаті світу в Соллефтео Андреа Ескау стала триразовою чемпіонкою (лижні гонки — 5 км, 10 км, біатлон — 12,5 км) та бронзовою призеркою (лижні гонки — змішана естафета).
Ігри в Сочі 2014 року принесли Андреа золоту медаль у біатлоні на дистанції 6 км. У лижних гонках Ескау стала чемпіонкою у гонці на 5 км. В інших дисциплінах Андреа Эскау не досягла таких високих результатів.